# Man ooman
|  | Denne artikel er oprettet af botten PalnaBot ud fra en ekstern database. Den kan derfor have sproglige fejl eller mangler. Denne skabelon kan fjernes efter kontrol af indholdet. |

Man ooman er en film instrueret af Andreas Johnsen, Rasmus Poulsen.

## Handling
Jamaica har flere kirker, flere mord og flere fester per indbygger end noget andet sted på jorden. Over alt på øen festes der syv dage om ugen, og dansen er aggressiv og seksuelt ekstremt eksplicit. De unge dansere Fresh og Kemar ved hvad det hele handler om, og de guider os ind i de hæsblæsende street parties, hvor drengene kæmper om pigerne, der kæmper om at blive kåret som årets Dancehall Queen. Ever fresh, ever clean! Dancehall er den fattige underklasses musik, og selv om det handler om at se flashy ud og spille op til lir foran videokameraet, bobler spændingerne frem - ikke mindst i den rå og ultra seksualiserede dans, der sagtens kan fortsætte op i træer og lygtepæle og i den indgroede homofobi, der følger med.